# Middlebury (Vermont, város)
Middlebury város az Amerikai Egyesült Államok Vermont államában, Addison megyében, melynek megyeszékhelye. Lakosainak száma 9152 fő (2020. április 1.).

## Népesség
A település népességének változása:

| 2010 | 8 496 |
| 2020 | 9 152 |